# Cytheridea sorbyana
Cytheridea sorbyana is een mosselkreeftjessoort uit de familie van de Cytherideidae. De wetenschappelijke naam van de soort is voor het eerst geldig gepubliceerd in 1857 door Jones.